# Cratere Eötvös
Eötvös è un grande cratere lunare di 101,8 km situato nella parte sud-occidentale della faccia nascosta della Luna, a nord nordovest del cratere Roche e ad est sudest del cratere Bolyai.
È rimasta solo la sezione nord occidentale del bordo, mentre il resto forma un rialzo circolare frastagliato e danneggiato dagli impatti. Il bordo è quasi inesistente lungo il lato sud orientale dove si unisce ad una regione pianeggiante e frastagliata che si estende fino al cratere Roche. Lungo il bordo nord orientale sono presenti piccoli crateri, oltre a un cratere situato a sud ovest. Il letto interno è relativamente livellato, ma segnato da piccoli crateri e rialzi circolari vagamente riconducibili a crateri antichi.
Il cratere è dedicato al fisico ungherese Loránd Eötvös.

## Crateri correlati
Alcuni crateri minori situati in prossimità di Eötvös sono convenzionalmente identificati, sulle mappe lunari, attraverso una lettera associata al nome.
| Eötvös | Coordinate             | Diametro (in km) |
| ------ | ---------------------- | ---------------- |
| B      | 32°58′48″S 135°22′48″E | 20,76            |
| D      | 34°34′12″S 136°43′12″E | 19,01            |
| E      | 34°35′24″S 138°37′48″E | 25,78            |
| F      | 35°58′12″S 136°44′24″E | 23,24            |
| T      | 35°38′24″S 131°21′36″E | 13,3             |